# Controle civil sobre as forças armadas

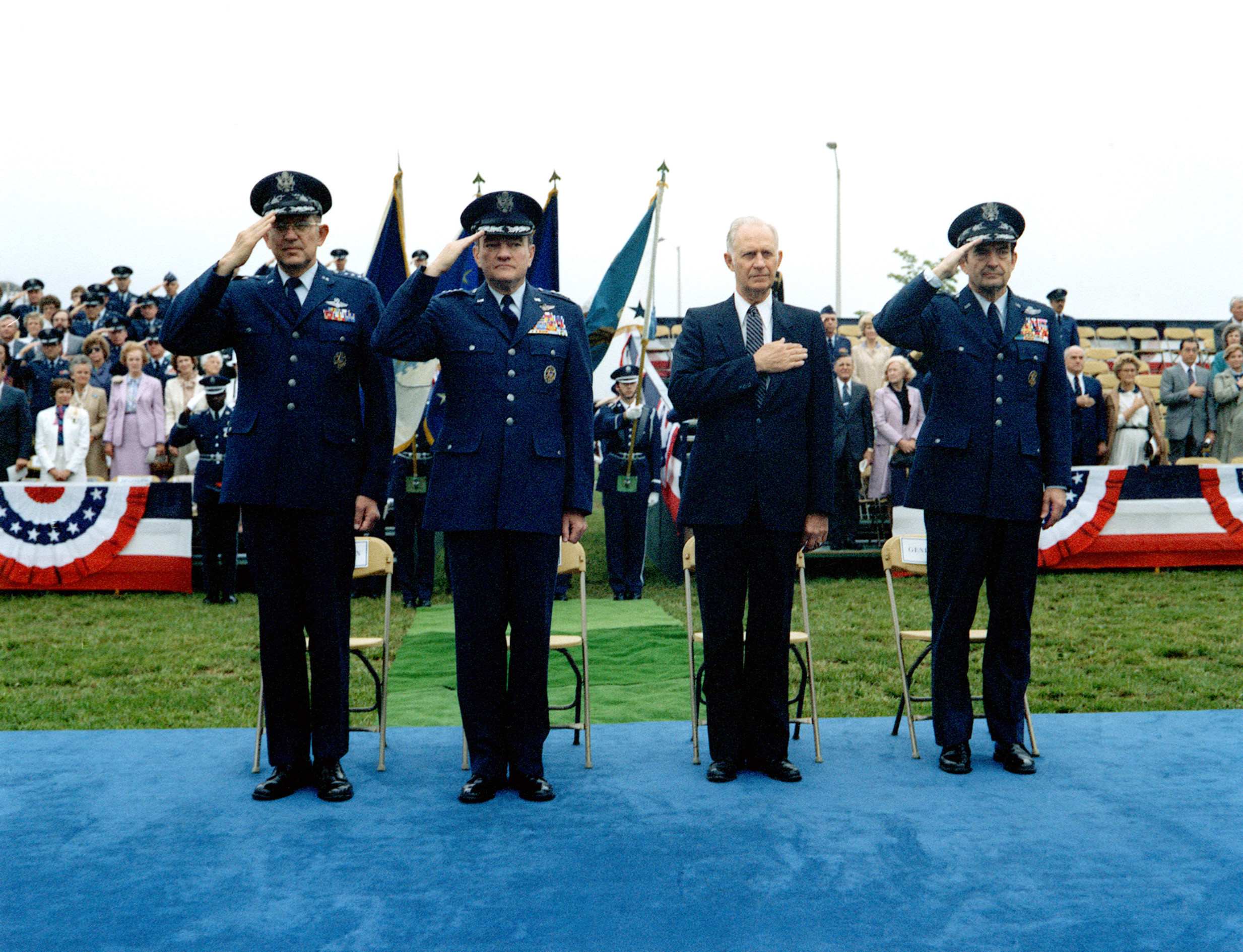
O Secretário da Força Aérea dos Estados Unidos, o civil Verne Orr, com lideranças militares americanas (1982)

O controlo civil sobre as forças armadas é uma doutrina na ciência militar e política que coloca a responsabilidade final pela tomada de decisões estratégicas de um país nas mãos da liderança política civil, em vez de nos oficiais militares profissionais.

## Conceito

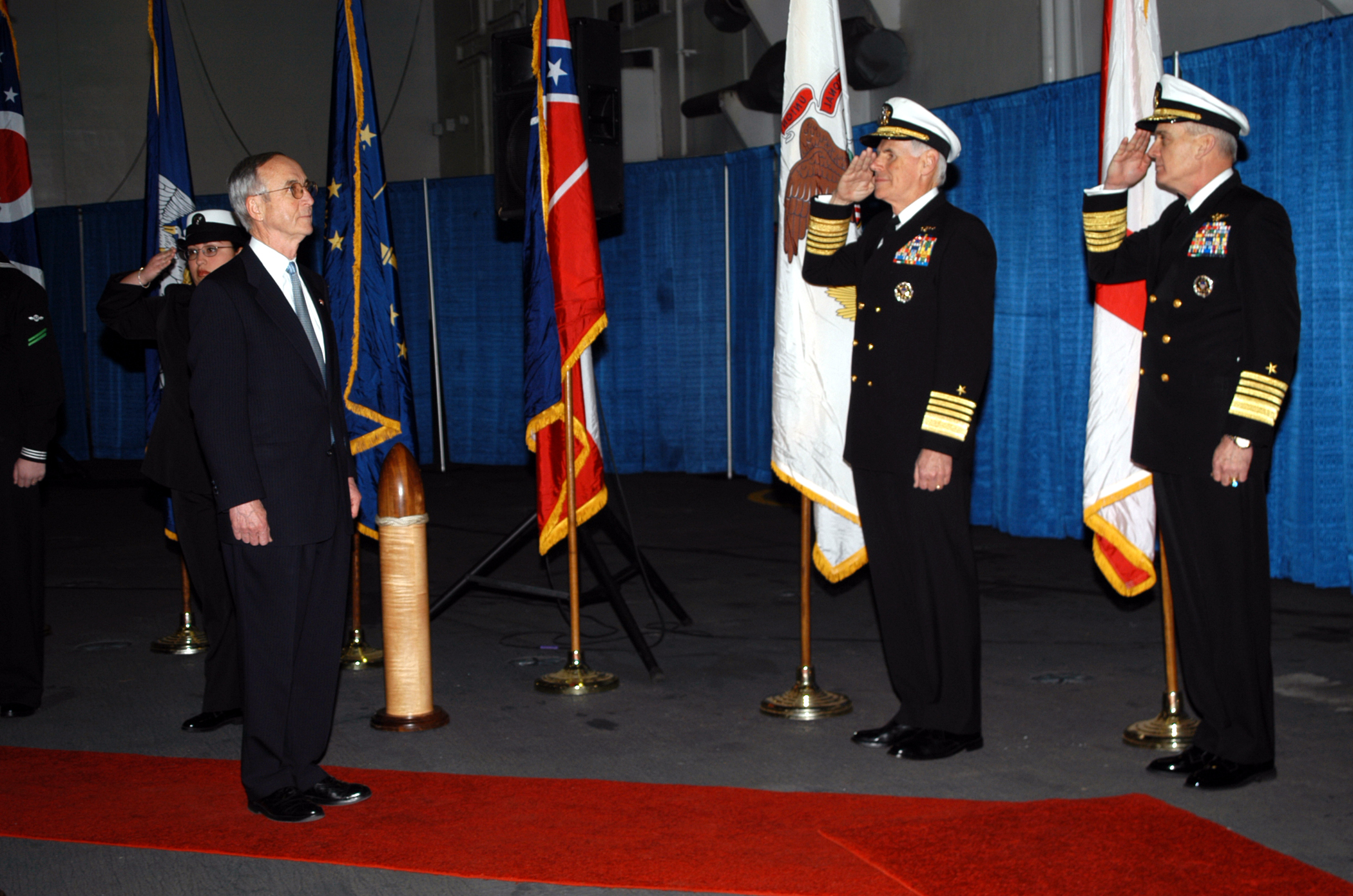
O Almirante John B. Nathman (extrema direita) e o Almirante William J. Fallon saúdam durante a chegada de honra do Secretário da Marinha dos Estados Unidos Gordon R. England (2005)

A supervisão civil sobre as forças armadas, utilizada principalmente em governos democráticos, coloca o poder de tomar medidas militares nas mãos de um líder civil ou de uma agência legislativa. Permitir que a componente civil do governo mantenha o controlo sobre a segurança militar ou do Estado demonstra um respeito saudável pelos valores democráticos e pela boa governação. Dar poder ao componente civil do governo sobre o que os militares podem fazer e quanto dinheiro podem gastar protege o processo democrático de abusos. As nações que conseguem alcançar um relacionamento legítimo entre as duas estruturas servem para serem mais eficazes e proporcionarem responsabilização entre o governo e os militares. A segurança depende de ambos os lados comprometerem-se com as necessidades civis e de segurança para encontrar o melhor acordo resultante. A eficácia desse tipo de arranjo não depende da qualidade do equipamento ou do número de homens, mas da forma como os dois sistemas funcionam juntos. Um governo e um exército devem concordar em confinar os militares ao Estado de direito e submeter-se à supervisão do governo para tornar possível um aparelho de segurança eficaz. A transparência tomou conta de todo o sistema internacional para melhorar a burocracia e a democratização tanto dos países democráticos como dos remanescentes autoritários resistentes. Isto cresceu para envolver as próprias forças armadas e forças de segurança no trabalho em prol da norma internacional de liberalização total destas organizações.
O controlo civil é frequentemente visto como um pré-requisito de uma democracia liberal estável. A utilização do termo em análises académicas tende a ocorrer no contexto de uma democracia governada por funcionários eleitos, embora a subordinação dos militares ao controlo político não seja exclusiva destas sociedades. Por exemplo, muitas vezes há controle civil dos militares em Estados comunistas, como a República Popular da China. Mao Zedong afirmou que “O nosso princípio é que o Partido comande as armas e nunca se deve permitir que as armas comandem o Partido”, reflectindo a primazia do Partido Comunista Chinês sobre o Exército de Libertação Popular.
Conforme observado pelo professor Richard H. Kohn da Universidade da Carolina do Norte em Chapel Hill, "o controle civil não é um fato, mas um processo". Apesar das afirmações de respeito pelos valores do controlo civil, o nível real de controlo pretendido ou alcançado pela liderança civil pode variar muito na prática, desde uma declaração de objectivos políticos gerais que se espera que os comandantes militares traduzam em planos operacionais, até à seleção de alvos específicos para ataque por parte dos políticos governantes. Os líderes nacionais com experiência limitada em questões militares têm muitas vezes pouca escolha senão confiar no conselho de comandantes militares profissionais treinados na arte e na ciência da guerra para informar os limites da política; nesses casos, o establishment militar pode entrar na arena burocrática para advogar à favor ou contra um determinado curso de acção, moldando o processo de elaboração de políticas e confundindo quaisquer linhas claras de controlo civil.
A situação inversa, onde oficiais militares profissionais controlam a política nacional, é chamada de ditadura militar.
A falta de controle sobre as forças armadas pode resultar num Estado dentro de um Estado. Um autor, parafraseando os escritos de Samuel P. Huntington em The Soldier and the State ("O Soldado e o Estado", em tradução livre), resumiu o ideal de controle civil como "a subordinação adequada de militares competentes e profissionais aos fins da política determinada pela autoridade civil".